# Castelo de Winchcombe
O Castelo de Winchcombe foi um castelo na cidade de Winchcombe em Gloucestershire, na Inglaterra.
O castelo de mota foi construído durante o caos da Anarquia no século XII. O castelo foi construído em 1140 ou 1144 no nordeste de Winchcombe, então uma região-chave do conflito, e apoiado num alto motte, ou monte. O castelo foi construído por Roger, Conde de Hereford, um apoiante da Imperatriz Matilda, mas foi atacado no final de 1144 por forças leais ao Rei Stephen num ataque directo. O castelo foi destruído após o ataque e não foi reconstruído.